# 세계 정신건강의 날

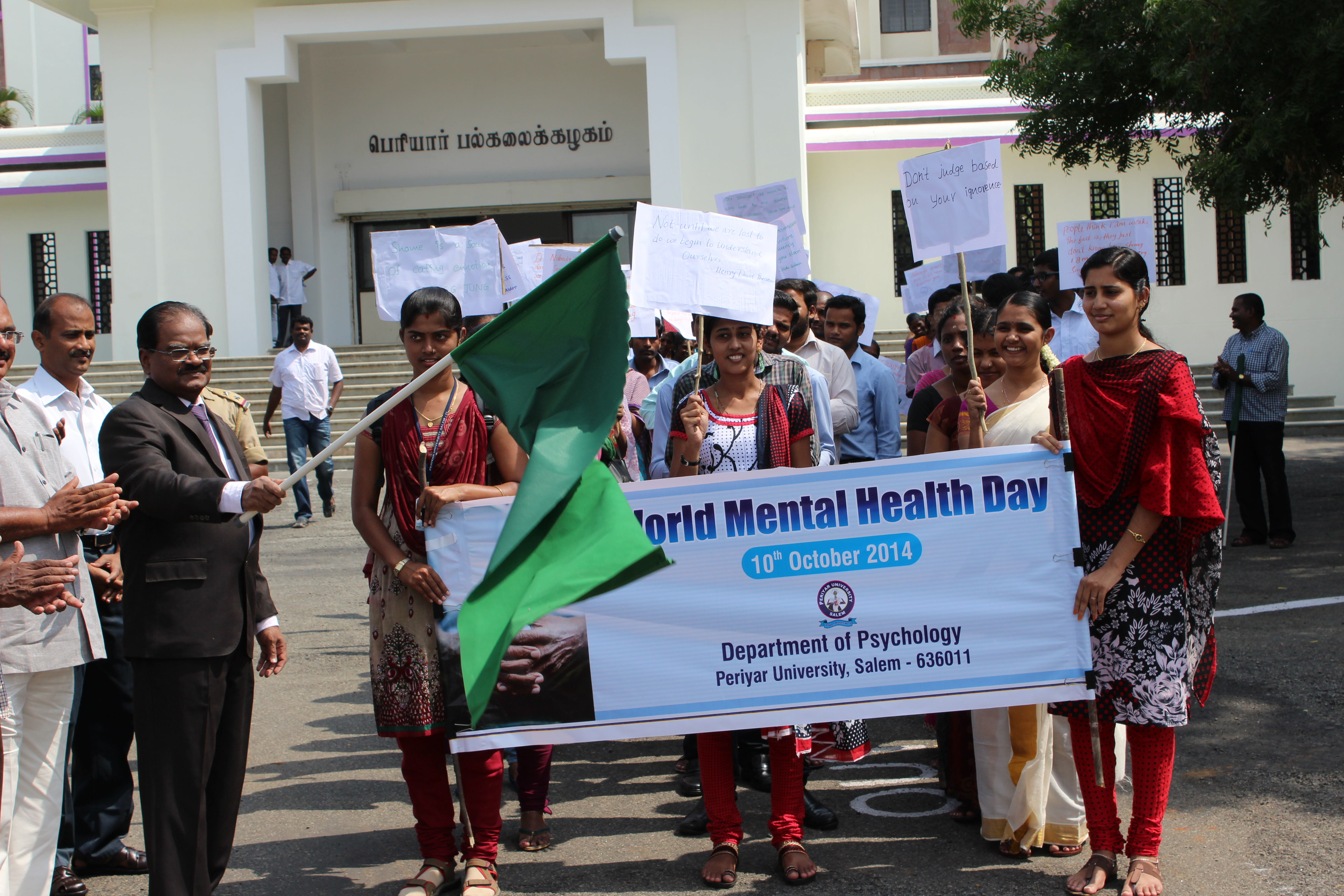

세계 정신건강의 날(World Mental Health Day)은 정신건강 문제에 대한 세간의 인식과 관심을 높이며, 편견을 없애고 올바른 지식을 보급하기 위해 정해진 국제 기념일이다. 매년 10월 10일에 해당한다.

## 같이 보기
- 세계 보건의 날